# Grądowienie
Grądowienie – jedna z form degeneracji fitocenoz.
To proces przekształcania łęgów w kierunku grądów. Zmiany zachodzą najszybciej w składzie florystycznym runa, a z czasem także w składzie drzewostanu. 
Jest to obecnie często obserwowane zjawisko. Obwałowywanie i regulacja koryt doprowadzają do przemian naturalnych siedlisk lasów łęgowych w dolinach rzek, czego następstwem jest grądowienie.